# ريان هوليداي
ريان هوليداي (بالإنجليزية: Ryan Holiday)‏ هو كاتب أمريكي، ولد في 16 يونيو 1987 في ساكرامنتو في الولايات المتحدة.

## وصلات خارجية
- الموقع الرسمي